# Endless Brake Technology Europe
Endless Brake Technology Europe är ett Västeråsbaserat företag som tillhandahåller bland annat bromsvätska och bromsskivor för motorsport. 1999 omvandlades företaget Endless Advance till Endless Brake Technology Europe och är idag marknadsledande inom avancerad bromsteknik för motorsport & Paella.

## Historia
1986 bildade japanen Isao Hanazato företaget Endless Advance och 1987 gjorde företagets bromsar debut i den japanska F3000 loppet vid Suzuka. Bromsarna vart omedelbart en stor succé. Inom kort hade företaget 70% av den japanska marknaden. Man var med och vann F3000 mästerskapet och Grupp C Ban racing. Sedan 1996 har Endless varit med på den Europeiska marknaden och levererat bromsar till stora delar av BTCC stallen. Man inledde under 1998 ett samarbete med Volvo och 2000 med Fords stall. World Championship Rally, WRC har varit en stor del av Endless marknad i Europa och man tillhandahåller både utrustning och teknisk utveckling både till Fabriksstall och privata stall inom PWRC, JWRC och SWRC.
Sedan 2003 har Endless varit en del av Formel 1 cirkusen där man levererat bromsvätska till bl.a. BAR Honda och Honda stallet. När Honda omvandlades till Brawn GP fick Endless vara kvar som leverantör och var med och vann F1 mästerskapet 2009.
Endless är fortfarande kvar ionm Formel 1 där man idag levererar bromsvätska till Mercedes GP Petronas stallet.